# Da Vinci (журнал)
Da Vinci (яп. ダ・ヴィンチ Да Винти, «Да Винчи») — японский ежемесячный литературный журнал, издаваемый компанией Media Factory (входит в состав брендов корпорации Kadokawa). Основан в 1994 году компанией Recruit. Изначально основной штат журнала состоял из издателя Ёсио Кимуры, главного редактора Ясухиро Нагадзоно и арт-директора Тосиаки Итикавы.

## Описание
Da Vinci — литературный журнал, в котором представлена информация о новых изданиях, популярных книгах и комиксах. В содержание журнала также включается эссе известных людей, колонки читателей, анкеты, специальные статьи об новых перспективах взаимоотношений между миром и книгами, а также широкий спектр информации о новинках в мире бункобонов, книг и комиксов. Журнал также содержит информацию о том, как получить автограф на книгу.
Будучи литературным журналом, Da Vinci ориентирован на широкую аудиторию читателей и содержит информацию не только о романах, но также о сериях манги и ранобэ. Обложки журнала большей частью созданы по одному образцу: популярные молодые актёры, музыканты и другие знаменитости позируют с понравившийся им книгой.
Издателем журнала до 2011 года была компания Media Factory. В октябре 2011 года Media Factory и все издаваемые компанией журналы были приобретены корпорацией Kadokawa.

## Премии

### Литературная премия
С 2006 по 2012 год редакция журнала проводила церемонию награждения литературной премии Da Vinci (яп. ダ・ヴィンチ文学賞 Да Винти бунгаку-сё:). Премия присуждалась лучшим новым романам, написанных в любом жанре и имеющих объём от 100 до 200 страниц. Победитель получал денежный приз в размере одного миллиона иен, а награждённая работа (или сборник работ, содержавший награждённую работу) издавалась Media Factory.

#### Гран-при «Книжная история»
В 2013 году была учреждена гран-при Da Vinci «Книжная история» (яп. ダ・ヴィンチ「本の物語」大賞 Да Винти «Хон но моногатари» тайсё:), ставшая заменой литературной премии. В отличие от литературной премии, основным критерием «Книжной истории» стала от 250 до 350 страниц текста. Победитель гран-при получал денежный приз в размере одного миллиона иен, а победившая работа издавалась Media Factory. Кроме гран-при также были предусмотрены премия за выдающиеся достижения, читательская и специальная премии. Окончательный отбор победителей осуществлялся редакционным отделом журнала, читателями-жюри и сотрудниками книжных магазинов. В 2015 году была проведена третья и последняя церемония награждения.

### Премия электронной книге
В 2011 году была учреждена премия Da Vinci электронной книге (яп. ダ・ヴィンチ電子書籍大賞 Да Винти дэнси сёсэки тайсё:, также 電子書籍アワード), вручавшаяся лучшим электронным изданиям. Победители выбирались из числа работ, выпущенных в цифровом виде в течение года, предшествующему церемонии награждения. Победитель гран-при получал денежный приз в размере одного миллиона иен.
Премия присуждалась электронным книгам и комиксам во всех жанрах, кроме изданий для взрослых, и учитывает данные оригинального рейтинга бестселлеров, основанном на годовых данных о продажах в 21 магазине электронных книг. Основная цель премии состояла в повышении интереса к электронным изданиям. Четвёртая и последняя церемония награждения была проведена в 2014 году.
В 2013 году гран-при и премию за лучшую мангу получила манга Space Brothers Тюи Коямы. В 2014 году победителем в тех же категориях стала манга «Атака на титанов» Хадзимэ Исаямы.

### Next Manga Award
В октябре 2014 года Da Vinci в сотрудничестве с видеохостингом Nico Nico Douga компании Dwango учредили премию Next Manga Award, которая ежегодно, начиная с 2015 года, присуждается лучшим новым работам в манге.

## Рейтинг «Книга года»
Ежегодно, начиная с январского выпуска от 2000 года, в журнале публикуется  рейтинг книг под названием «Книга года» (англ. Book of the Year). Рейтинг составляется путём голосования «знатоков книг» и не основан на статистике продаж. В число «знатоков книг» входят литературные критики. сотрудники книжных магазинов, участники опроса и пользователи программ учёта прочитанного со всей Японии: каждый год при формировании рейтинга участвуют от 4 000 до 6 000 человек.
По данным издательства Media Factory, рейтинг имеет высокую степень авторитетности и его влияние растёт с каждым годом, поскольку на обложки книг, занявшие первые места в рейтинге, ставится ярлык награждённой работы.

### Категория «Комиксы»
В декабре 2010 году в рейтинг «Книга года» были включены серии манги, в частности, «One Piece. Большой куш» Эйитиро Оды, «Стальной алхимик» Хирому Аракавы, «Saint Onii-san» Хикару Накамуры, Kimi ni Todoke Карухо Сиины и Thermae Romae Мари Ямадзаки. В декабре 2011 года в рейтинг десяти лучших книг были включены следующие работы в манге: «One Piece. Большой куш» (5-е место), Sangatsu no Lion Тики Умино (6-е место) и «Стальной алхимик» (10-е место). С декабря 2012 года в рамках рейтинга «Книга года» публикуется отдельная категория с рейтингом комиксов. В первый год публикации рейтинг содержал до двадцати работ и состоял из двух категорий, разделённых по аудитории читателей: комиксы для мужчин и комиксы для женщин. В 2013 году разделение по аудитории было убрано и рейтинг стал содержать до пятидесяти наименований.
| Год  | Название              | Автор          | Прим.        |
| ---- | --------------------- | -------------- | ------------ |
| 2012 | Silver Spoon          | Хирому Аракава | [ 29 ] [ a ] |
| 2012 | Chihayafuru           | Юки Суэцугу    | [ 29 ] [ b ] |
| 2013 | «Атака на титанов»    | Хадзимэ Исаяма | [ 30 ]       |
| 2014 | «Атака на титанов»    | Хадзимэ Исаяма | [ 31 ]       |
| 2015 | Sangatsu no Lion      | Тика Умино     | [ 32 ]       |
| 2016 | Sangatsu no Lion      | Тика Умино     | [ 33 ]       |
| 2017 | Sangatsu no Lion      | Тика Умино     | [ 34 ]       |
| 2018 | Detective Conan       | Госё Аояма     | [ 35 ]       |
| 2019 | Kingdom               | Ясухиса Хара   | [ 36 ]       |
| 2020 | «Истребитель демонов» | Коёхару Готогэ | [ 37 ]       |
| 2021 | «Истребитель демонов» | Коёхару Готогэ | [ 38 ]       |
| 2022 | «Семья шпиона»        | Тацуя Эндо     | [ 39 ]       |
| 2023 | Ikoku Nikki           | Томоко Ямасита | [ 40 ]       |
| 2024 | «Магическая битва»    | Гэгэ Акутами   | [ 41 ]       |